# Шарлевуа (станция метро)
«Шарлевуа́» (англ. Charlevoix, фр. Charlevoix) — станция Монреальского метрополитена на Зелёной линии. Между станциями «Ласаль» и «Лионель-Гру». Обслуживается Монреальской транспортной корпорацией. Расположена в боро Ле-Сюд-Уэст, в микрорайоне Пон-Сен-Шарль. Открыта 3 сентября 1978 года.

## История
«Шарлевуа» — двухуровневая платформенная станция глубокого заложения. Построена таким образом чтобы уменьшить ширину станции из-за хрупкости местного глинистого сланца Ютика. Верхняя платформа залегает на уровне 24,4 метров. Нижняя платформа — на уровне 29,6 метров и находится ниже уровня моря. Шарлевуа — самая глубокая станция Монреальского метро. Возведена по проекту архитектурного бюро Айотт и Бержерон. У станции один вестибюль. Стены по краям от лестниц, ведущих на платформы, имеют две витражных витрины работы Марио Меролы и Пьера Остеррата.
Название станции ведёт происхождение от улицы Шарлевуа, которая была названа в честь Пьера-Франсуа-Ксавье де Шарлевуа (1682—1761) — французского иезуита, историка и исследователя Новой Франции, который одним из первых исследовал реку Миссисипи.

## Рядом
Рядом со станцией располагаются Центр отдыха Сен-Шарль, Приют для бездомных Луи-Риеля, Центр народного образования Пон-Сен-Шарль, Общественные юридические услуги Пон-Сен-Шарля и Ла-Петит-Бургонь, Дом Святого Колумбы, парк канала Лашин.

## Транспорт
Маршруты STM:  (регулярные) 57 «Пон-Сен-Шарль», 71 «Даунтаун», 101 «Сен-Патрис», 107 «Верден»; (ночные) 350 «Верден / Ла-Саль».